# Hideya Okamoto
Hideya Okamoto (jap. 岡本 英也 Okamoto Hideya; ur. 18 maja 1987) – japoński piłkarz występujący na pozycji napastnika. Obecnie występuje w Renofa Yamaguchi FC.

## Kariera klubowa
Od 2006 roku występował w klubach Gamba Osaka, Avispa Fukuoka, Kashima Antlers, Albirex Niigata, Oita Trinita, Fagiano Okayama i Renofa Yamaguchi FC.